# فهرست کشورها بر پایه سرانه انتشار گازهای گلخانه‌ای
این فهرست کشورها، بر پایه سرانه انتشار گاز های گلخانه ای، در سال ۲۰۰۰ است. داده از دی اکسید کربن، متان، اکسید نیتروژن، و انتشار هگزا فلوراید گوگرد، توسط مؤسسه منابع جهانی از جمله CDIAC و سازمان حفاظت محیط زیست آمریکا، منتشر شده‌است.
به دو صورت می‌توان انتشار گازهای گلخانه ای را تعریف نمود. یکی با تخمین اثرات استفاده از تغییر زمین، (برای مثال، کاهش جنگل ها) و یکی بدون محاسبه منطقه. تغییر کره زمین یکی از عوامل مهم گرم شدن کره زمین است. 

## فهرست کشورها بر پایه میزان انتشار

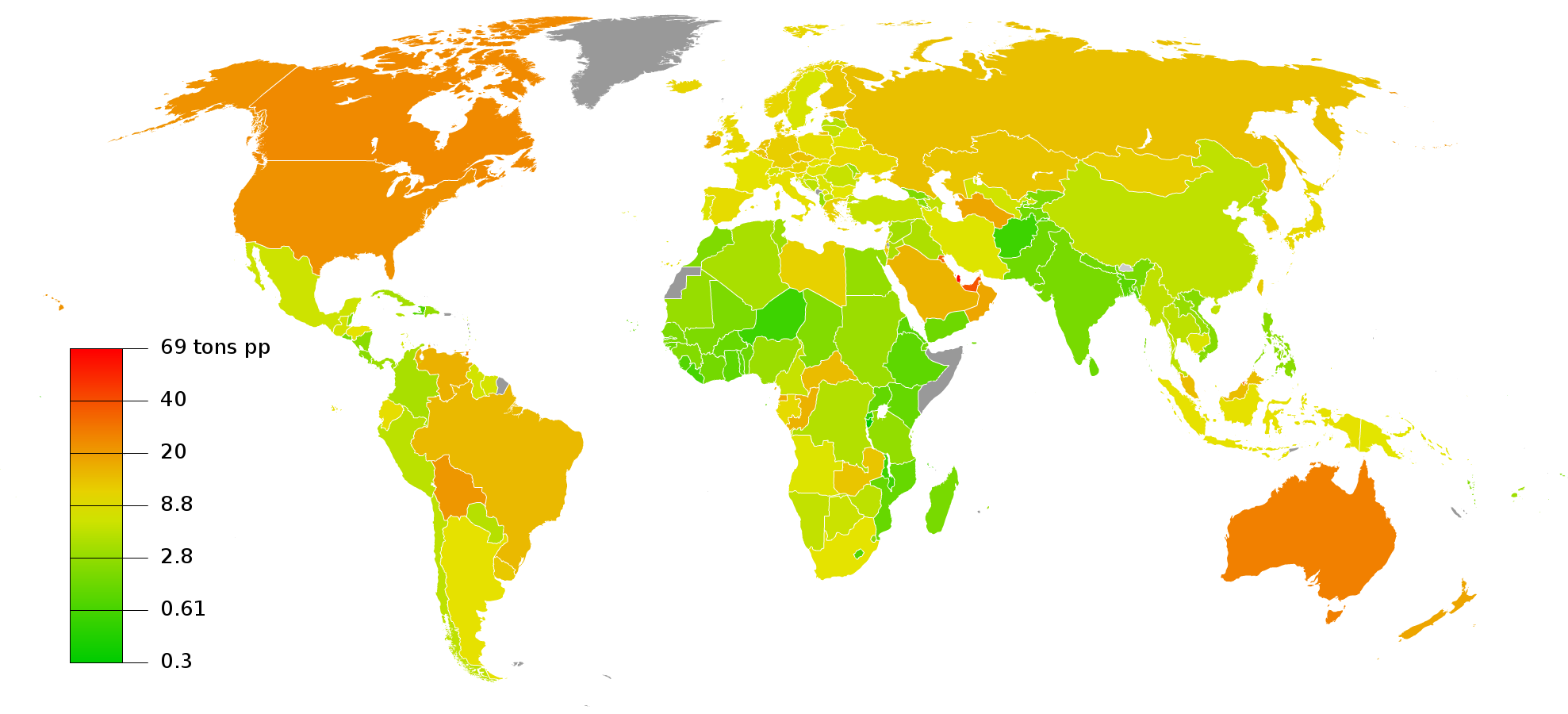
سرانه انتشار گازهای گلخانه ای در سال ۲۰۰۵، از جمله استفاده از تغییر زمین

سرانه انتشار گازهای گلخانه ای در سال ۲۰۰۰، بدون استفاده از تغییر زمین

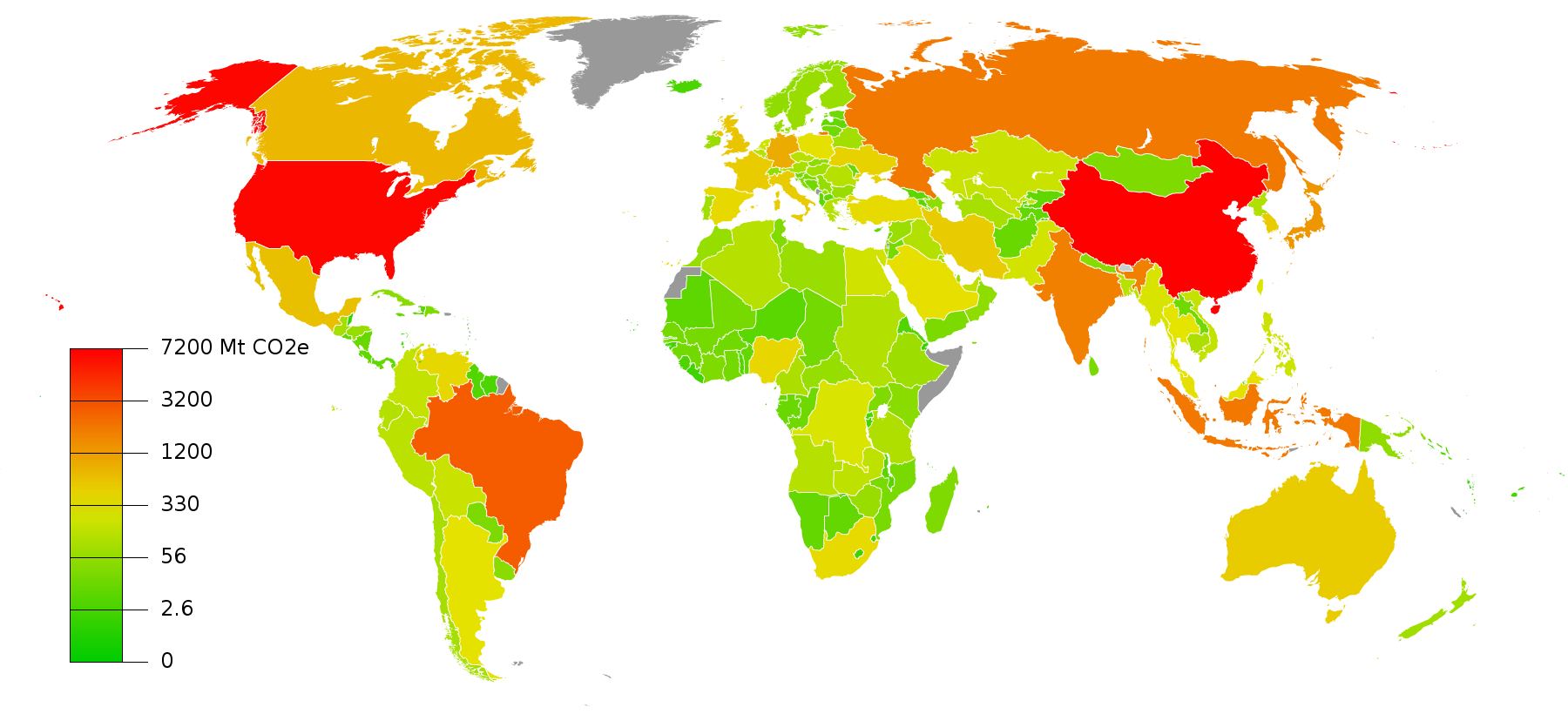
انتشار گازهای گلخانه ای توسط کشورها در سال ۲۰۰۵، از جمله استفاده از تغییر زمین

سرانه مسئولیت CO2 در جو، از جمله استفاده از تغییر زمین

| کشور                   | ۱۹۹۰  | ۱۹۹۵  | ۲۰۰۰  | ۲۰۰۵  | ۲۰۱۰  | ۲۰۱۳  |
| ---------------------- | ----- | ----- | ----- | ----- | ----- | ----- |
| کویت                   | ۳۷٫۳۲ | ۷۳٫۱۳ | ۶۵٫۶۴ | ۷۶٫۴۱ | ۶۲٫۴۷ | ۵۴٫۴۱ |
| برونئی                 | ۴۸٫۳۳ | ۴۶٫۳۸ | ۴۶٫۴۹ | ۴۴٫۸۳ | ۴۶٫۸۸ | ۴۶٫۸۴ |
| نیووی                  | ۱۶٫۴  | ۱۶٫۸  | ۱۹٫۰۵ | ۲۴٫۳  | ۲۸٫۶۵ | ۴۵٫۶  |
| قطر                    | ۲۹٫۷۵ | ۳۷٫۳  | ۴۱٫۵۸ | ۵۲٫۱  | ۳۹٫۱۳ | ۳۶٫۸۲ |
| بلیز                   | ۲۹٫۰۵ | ۲۹٫۸۴ | ۲۸٫۵۵ | ۲۸٫۱۱ | ۲۸٫۲۹ | ۲۸٫۱۵ |
| عمان                   | ۲۲٫۰  | ۲۲٫۹۲ | ۲۷٫۹۷ | ۲۵٫۸۴ | ۲۷٫۸۲ | ۲۷٫۴۳ |
| بحرین                  | ۲۷٫۲۷ | ۲۹٫۶۴ | ۲۹٫۱۹ | ۲۷٫۷۸ | ۲۴٫۴  | ۲۵٫۴  |
| استرالیا               | ۲۸٫۰۶ | ۲۷٫۲۸ | ۳۰٫۸۴ | ۲۷٫۶  | ۲۵٫۳۹ | ۲۵٫۰۶ |
| امارات متحده عربی      | ۴۰٫۱۳ | ۳۸٫۸۱ | ۳۴٫۸۹ | ۳۲٫۱۳ | ۲۳٫۷۳ | ۲۴٫۵۹ |
| لیبی                   | ۲۱٫۱۶ | ۱۹٫۴۳ | ۱۸٫۶۶ | ۲۰٫۹۱ | ۲۲٫۶۳ | ۲۱٫۴۷ |
| کانادا                 | ۲۰٫۲۲ | ۲۰٫۶۹ | ۲۲٫۱۲ | ۲۱٫۹۴ | ۲۰٫۴۷ | ۲۰٫۹۴ |
| ترکمنستان              |       | ۱۳٫۳۹ | ۱۴٫۵۱ | ۱۸٫۱۳ | ۱۹٫۴۴ | ۲۰٫۹۳ |
| لوکزامبورگ             |       |       | ۲۱٫۱۴ | ۲۷٫۸۶ | ۲۳٫۸۲ | ۲۰٫۷۲ |
| ایالات متحده آمریکا    | ۲۳٫۲۳ | ۲۳٫۲۶ | ۲۳٫۸۶ | ۲۲٫۹۲ | ۲۰٫۹۷ | ۱۹٫۹  |
| گینه استوایی           | ۰٫۵۲  | ۲٫۷   | ۱۳٫۸۹ | ۲۵٫۸۳ | ۲۱٫۳۳ | ۱۹٫۱۵ |
| ترینیداد و توباگو      | ۱۲٫۳۱ | ۱۱٫۲۲ | ۱۲٫۴۲ | ۱۶٫۴  | ۱۹٫۱۱ | ۱۹٫۱۵ |
| گرنادا                 | ۱۶٫۲۹ | ۱۶٫۶۳ | ۱۷٫۲۸ | ۱۷٫۸۲ | ۱۸٫۳۹ | ۱۸٫۸۹ |
| عربستان سعودی          | ۱۱٫۴۹ | ۱۳٫۲۹ | ۱۳٫۳۹ | ۱۴٫۶۷ | ۱۷٫۶۹ | ۱۸٫۲۶ |
| قزاقستان               |       | ۱۴٫۴۳ | ۱۰٫۳۷ | ۱۳٫۷۳ | ۱۷٫۲۸ | ۱۸٫۲۳ |
| استونی                 |       | ۱۴٫۴  | ۱۳٫۵۳ | ۱۵٫۷۷ | ۱۷٫۳  | ۱۷٫۶۶ |
| پالائو                 |       | ۶٫۹۸  | ۶٫۷۴  | ۱۰٫۳  | ۱۱٫۶۴ | ۱۷٫۰۳ |
| نیوزیلند               | ۱۹٫۰۱ | ۱۸٫۲۷ | ۱۸٫۴  | ۱۸٫۷۷ | ۱۶٫۸۶ | ۱۶٫۶۲ |
| روسیه                  |       | ۱۴٫۴۵ | ۱۳٫۹۲ | ۱۴٫۷  | ۱۵٫۲۱ | ۱۵٫۳۱ |
| مغولستان               | ۱۲٫۸۱ | ۱۱٫۲۸ | ۱۱٫۴۸ | ۱۰٫۱۳ | ۱۰٫۹۱ | ۱۳٫۴۷ |
| کره جنوبی              | ۶٫۷۷  | ۹٫۴۵  | ۱۰٫۷۷ | ۱۱٫۲۴ | ۱۳٫۰۲ | ۱۳٫۴۳ |
| جمهوری ایرلند          | ۱۵٫۰۴ | ۱۵٫۷۶ | ۱۷٫۳۹ | ۱۶٫۷۷ | ۱۳٫۵۷ | ۱۲٫۶۵ |
| باربادوس               | ۱۱٫۰۱ | ۱۰٫۳۸ | ۱۱٫۶۹ | ۱۲٫۱۷ | ۱۲٫۶۴ | ۱۲٫۵۳ |
| فنلاند                 | ۱۴٫۷۵ | ۱۴٫۶۲ | ۱۳٫۹  | ۱۳٫۲۶ | ۱۴٫۲  | ۱۱٫۶۹ |
| اسرائیل                | ۹٫۴   | ۱۰٫۹  | ۱۱٫۸۲ | ۱۱٫۳۴ | ۱۱٫۷۴ | ۱۱٫۴۶ |
| جمهوری چک              |       | ۱۴٫۰۵ | ۱۳٫۷۶ | ۱۳٫۴۷ | ۱۲٫۳۹ | ۱۱٫۴۲ |
| آنتیگوآ و باربودا      | ۶٫۳۱  | ۶٫۵۳  | ۷٫۰۸  | ۸٫۷۷  | ۱۰٫۶۹ | ۱۱٫۲۲ |
| هلند                   | ۱۳٫۱۸ | ۱۳٫۹۳ | ۱۲٫۸۵ | ۱۲٫۴  | ۱۲٫۰۱ | ۱۱٫۰۹ |
| آلمان                  | ۱۴٫۵۹ | ۱۲٫۹  | ۱۱٫۸۹ | ۱۱٫۳۶ | ۱۱٫۰۳ | ۱۱٫۰  |
| جمهوری آفریقای مرکزی   | ۱۲٫۲۱ | ۱۱٫۹۸ | ۱۱٫۸  | ۱۱٫۲۸ | ۱۰٫۷۸ | ۱۰٫۹۴ |
| ژاپن                   | ۹٫۴   | ۹٫۹۱  | ۱۰٫۰۴ | ۱۰٫۱۶ | ۹٫۵۴  | ۱۰٫۵۵ |
| مالزی                  | ۵٫۷۲  | ۶٫۷۹  | ۷٫۹۱  | ۹٫۳۳  | ۹٫۹۴  | ۱۰٫۲  |
| بلژیک                  |       |       | ۱۳٫۲۶ | ۱۲٫۱۶ | ۱۱٫۴۴ | ۱۰٫۱۷ |
| اروگوئه                | ۸٫۳۸  | ۹٫۱۵  | ۸٫۸۳  | ۹٫۶   | ۹٫۷۱  | ۹٫۹۸  |
| سنگاپور                | ۱۰٫۲۸ | ۱۱٫۸۲ | ۱۱٫۸۸ | ۹٫۴۸  | ۹٫۸۴  | ۹٫۸۸  |
| بلاروس                 |       | ۸٫۲۳  | ۷٫۸۴  | ۸٫۶۳  | ۹٫۶۶  | ۹٫۵۵  |
| آفریقای جنوبی          | ۸٫۱۸  | ۷٫۷۷  | ۷٫۷۱  | ۹٫۲۳  | ۹٫۵   | ۹٫۴۹  |
| لهستان                 | ۱۱٫۲۳ | ۱۰٫۷  | ۹٫۴   | ۹٫۶   | ۹٫۸۲  | ۹٫۴۳  |
| دانمارک                | ۱۲٫۹۷ | ۱۴٫۲۴ | ۱۲٫۴۸ | ۱۱٫۵۹ | ۱۱٫۰۳ | ۹٫۳۸  |
| ایران                  | ۴٫۴۶  | ۵٫۹   | ۶٫۶۹  | ۸٫۰۸  | ۹٫۰۳  | ۹٫۲۶  |
| نروژ                   | ۱۰٫۶۹ | ۱۰٫۵۹ | ۱۰٫۴۸ | ۱۰٫۴۱ | ۱۰٫۰۹ | ۹٫۱۸  |
| اتریش                  | ۹٫۷۱  | ۹٫۵۵  | ۹٫۵۹  | ۱۰٫۷۹ | ۹٫۸۵  | ۹٫۱۵  |
| باهاما                 | ۸٫۳۱  | ۶٫۶۹  | ۶٫۳۲  | ۶٫۰۳  | ۷٫۵۸  | ۹٫۰۴  |
| ایسلند                 | ۱۲٫۰۶ | ۱۰٫۲۷ | ۱۱٫۱۵ | ۱۰٫۴۳ | ۸٫۹   | ۸٫۹۶  |
| ونزوئلا                | ۸٫۶۲  | ۸٫۷۳  | ۸٫۷   | ۸٫۸۵  | ۹٫۰۸  | ۸٫۸۵  |
| اسلوونی                |       | ۸٫۹۲  | ۹٫۰۱  | ۹٫۶۷  | ۹٫۳   | ۸٫۷۲  |
| چین                    | ۲٫۶۹  | ۳٫۳۹  | ۳٫۴۹  | ۵٫۵   | ۷٫۴۳  | ۸٫۴۹  |
| بریتانیا               | ۱۲٫۹  | ۱۱٫۶۳ | ۱۱٫۰  | ۱۰٫۵۳ | ۹٫۰۳  | ۸٫۴۵  |
| عراق                   | ۸٫۹۲  | ۶٫۴۸  | ۷٫۸۷  | ۶٫۴۲  | ۷٫۵۲  | ۸٫۴   |
| اوکراین                |       | ۱۰٫۴۱ | ۸٫۲۵  | ۸٫۵۴  | ۸٫۱۳  | ۸٫۳۳  |
| سنت کیتس و نویس        | ۴٫۷۷  | ۵٫۴۷  | ۵٫۹۵  | ۶٫۵۷  | ۷٫۰۱  | ۸٫۰۴  |
| بوسنی و هرزگوین        |       | ۱٫۸۱  | ۵٫۳۴  | ۶٫۰   | ۷٫۳۶  | ۷٫۸۹  |
| آرژانتین               | ۷٫۱۲  | ۷٫۲۵  | ۷٫۴۹  | ۷٫۷۳  | ۷٫۷۷  | ۷٫۸۶  |
| یونان                  | ۹٫۳۹  | ۹٫۷۱  | ۱۰٫۵۳ | ۱۰٫۷۳ | ۹٫۰   | ۷٫۶۸  |
| سیشل                   | ۲٫۹۴  | ۳٫۳۸  | ۷٫۸۶  | ۸٫۴۵  | ۸٫۲۸  | ۷٫۶۵  |
| بلغارستان              | ۱۱٫۲۴ | ۸٫۲۸  | ۷٫۱۶  | ۸٫۰۳  | ۸٫۰   | ۷٫۵۵  |
| ازبکستان               |       | ۷٫۹   | ۸٫۴   | ۷٫۸۵  | ۷٫۵۵  | ۷٫۵۲  |
| اسلواکی                |       | ۹٫۳۶  | ۸٫۴۸  | ۸٫۶۸  | ۷٫۹   | ۷٫۴۳  |
| جمهوری آذربایجان       |       | ۷٫۵   | ۶٫۷۹  | ۶٫۶۱  | ۶٫۳۶  | ۷٫۴۳  |
| ایتالیا                | ۸٫۶   | ۸٫۶۹  | ۹٫۱۷  | ۹٫۴۹  | ۸٫۰۲  | ۷٫۰۵  |
| مالت                   | ۷٫۰   | ۷٫۰۱  | ۶٫۲۴  | ۷٫۷۷  | ۷٫۴۸  | ۷٫۰۴  |
| فرانسه                 | ۸٫۶۵  | ۸٫۳۹  | ۸٫۳۷  | ۸٫۱۳  | ۷٫۳۴  | ۶٫۹   |
| صربستان                |       |       |       |       | ۶٫۵۴  | ۶٫۶۲  |
| اسپانیا                | ۶٫۹۱  | ۷٫۵۴  | ۸٫۹۹  | ۹٫۶۲  | ۷٫۲۷  | ۶٫۵۷  |
| لیتوانی                |       | ۶٫۰۷  | ۵٫۵۵  | ۶٫۵۱  | ۶٫۶۵  | ۶٫۴۵  |
| سنت لوسیا              | ۵٫۷۴  | ۶٫۸۵  | ۶٫۵   | ۶٫۵   | ۶٫۵   | ۶٫۴۴  |
| سوئیس                  | ۷٫۷۷  | ۷٫۳۳  | ۷٫۱۶  | ۷٫۲۱  | ۶٫۷۷  | ۶٫۳۴  |
| جهان                   | ۵٫۶۲  | ۵٫۴   | ۵٫۴۱  | ۵٫۸۵  | ۶٫۱۵  | ۶٫۲۷  |
| لتونی                  |       | ۵٫۴۳  | ۴٫۶۶  | ۵٫۴۷  | ۶٫۲۹  | ۶٫۲   |
| سورینام                | ۷٫۲۷  | ۷٫۷۵  | ۵٫۶۷  | ۵٫۶۳  | ۵٫۹   | ۶٫۱۸  |
| بوتسوانا               | ۹٫۱۲  | ۸٫۴۵  | ۸٫۲۵  | ۵٫۵۸  | ۹٫۳۲  | ۶٫۰۷  |
| جزایر کوک              | ۳٫۹۱  | ۴٫۰۲  | ۴٫۵۷  | ۵٫۳۳  | ۵٫۸۱  | ۶٫۰۷  |
| قبرس                   | ۶٫۵۹  | ۷٫۳   | ۸٫۱۹  | ۸٫۵۳  | ۷٫۹۲  | ۶٫۰۶  |
| آنگولا                 | ۴٫۲۹  | ۴٫۴۳  | ۴٫۲   | ۵٫۰۶  | ۶٫۳۲  | ۵٫۹۹  |
| مکزیک                  | ۵٫۰   | ۵٫۱   | ۵٫۷۴  | ۶٫۲۸  | ۶٫۱۹  | ۵٫۹۸  |
| شیلی                   | ۳٫۵۳  | ۳٫۹۵  | ۴٫۴۷  | ۴٫۶۹  | ۵٫۳۵  | ۵٫۹۳  |
| پرتغال                 | ۵٫۶۷  | ۶٫۶۱  | ۷٫۶   | ۷٫۷۶  | ۶٫۱۴  | ۵٫۸۹  |
| پاراگوئه               | ۵٫۲۵  | ۵٫۷۱  | ۵٫۰۸  | ۴٫۹۲  | ۵٫۵۶  | ۵٫۸۱  |
| مجارستان               | ۸٫۵   | ۷٫۰۵  | ۷٫۰۲  | ۷٫۲۸  | ۶٫۳۶  | ۵٫۷۸  |
| کرواسی                 |       | ۴٫۶۴  | ۵٫۴۱  | ۶٫۴   | ۵٫۹۹  | ۵٫۴۹  |
| رومانی                 | ۱۰٫۱۲ | ۷٫۳۱  | ۵٫۸۴  | ۶٫۲۹  | ۵٫۶۷  | ۵٫۴۶  |
| تایلند                 | ۲٫۶۹  | ۳٫۸   | ۳٫۸۵  | ۴٫۶۷  | ۵٫۱   | ۵٫۴۲  |
| مونته‌نگرو              |       |       |       |       | ۵٫۸۱  | ۵٫۴   |
| ترکیه                  | ۳٫۷۱  | ۴٫۱۸  | ۴٫۸   | ۴٫۶۶  | ۵٫۱۸  | ۵٫۳۹  |
| گویان                  | ۳٫۲۹  | ۴٫۳۷  | ۴٫۴   | ۴٫۱۱  | ۴٫۷۹  | ۵٫۳۵  |
| سوئد                   | ۷٫۹   | ۸٫۱۸  | ۷٫۵۳  | ۷٫۰   | ۶٫۲۵  | ۵٫۲۹  |
| لبنان                  | ۲٫۷۵  | ۵٫۳۹  | ۵٫۵۳  | ۴٫۸۶  | ۵٫۵   | ۵٫۱۱  |
| برزیل                  | ۳٫۷۳  | ۳٫۹۲  | ۴٫۱۲  | ۴٫۴۳  | ۴٫۷۳  | ۵٫۰۳  |
| الجزایر                | ۳٫۵   | ۳٫۴۲  | ۳٫۷۵  | ۴٫۰۴  | ۴٫۵۸  | ۴٫۸۸  |
| نامیبیا                | ۵٫۱۷  | ۵٫۴۱  | ۵٫۳۱  | ۵٫۰۵  | ۵٫۲۱  | ۴٫۸۷  |
| نائورو                 | ۱۴٫۲۳ | ۱۱٫۰۲ | ۸٫۸۶  | ۶٫۷۱  | ۴٫۹۴  | ۴٫۵۳  |
| موریس                  | ۲٫۰۲  | ۲٫۲۹  | ۳٫۳۱  | ۳٫۷۱  | ۴٫۳۳  | ۴٫۵۲  |
| بولیوی                 | ۳٫۰۴  | ۳٫۴۹  | ۳٫۳۸  | ۳٫۷۸  | ۴٫۳۸  | ۴٫۵   |
| پاناما                 | ۲٫۹۳  | ۳٫۳۷  | ۳٫۳۷  | ۳٫۸۳  | ۴٫۲۴  | ۴٫۴۵  |
| سودان                  | ۳٫۸۳  | ۳٫۹   | ۴٫۳۸  | ۴٫۵۷  | ۴٫۲۷  |       |
| کوبا                   | ۵٫۰۲  | ۳٫۴۳  | ۳٫۸۹  | ۳٫۵۴  | ۴٫۳۳  | ۴٫۰۸  |
| گابن                   | ۶٫۹۹  | ۶٫۶۷  | ۴٫۷۷  | ۴٫۲۱  | ۳٫۷۴  | ۴٫۰۵  |
| گامبیا                 | ۴٫۰۸  | ۴٫۱۳  | ۴٫۱۴  | ۴٫۱۳  | ۴٫۲۶  | ۴٫۰۲  |
| تونگا                  | ۲٫۴   | ۲٫۵۶  | ۲٫۶۲  | ۲٫۸۵  | ۳٫۰۷  | ۳٫۹۲  |
| کامرون                 | ۶٫۴۳  | ۵٫۹۱  | ۵٫۴   | ۴٫۷۷  | ۴٫۱۳  | ۳٫۸۵  |
| اکوادور                | ۲٫۸۵  | ۳٫۱۲  | ۲٫۸۹  | ۳٫۲۱  | ۳٫۶   | ۳٫۷۲  |
| اردن                   | ۴٫۸۷  | ۴٫۸۵  | ۳٫۸۲  | ۴٫۲۸  | ۳٫۶۶  | ۳٫۶۶  |
| گرجستان                |       | ۲٫۸۸  | ۲٫۷۸  | ۲٫۶۱  | ۲٫۹۱  | ۳٫۶۶  |
| کلمبیا                 | ۳٫۴   | ۳٫۵   | ۳٫۲۷  | ۳٫۲۱  | ۳٫۳   | ۳٫۳۷  |
| دومینیکا               | ۲٫۴۴  | ۲٫۶۶  | ۳٫۰۱  | ۳٫۱۳  | ۳٫۴۵  | ۳٫۳۳  |
| جامائیکا               | ۳٫۶۷  | ۴٫۰۴  | ۴٫۴   | ۴٫۵۳  | ۳٫۱۷  | ۳٫۳۳  |
| سوریه                  | ۴٫۳۵  | ۴٫۶۴  | ۴٫۴۶  | ۴٫۸۷  | ۴٫۳۱  | ۳٫۳۲  |
| زامبیا                 | ۵٫۱۸  | ۴٫۲   | ۳٫۳۶  | ۳٫۵۸  | ۳٫۳۱  | ۳٫۳۱  |
| تونس                   | ۲٫۳۶  | ۲٫۵۲  | ۲٫۸۹  | ۳٫۰۴  | ۳٫۳۶  | ۳٫۲۴  |
| جمهوری دومینیکن        | ۲٫۱۲  | ۲٫۶۳  | ۳٫۲۱  | ۳٫۰۳  | ۳٫۲۸  | ۳٫۲۳  |
| فیجی                   | ۲٫۳۸  | ۲٫۵۳  | ۲٫۳۲  | ۲٫۹   | ۳٫۰۴  | ۳٫۱۳  |
| مصر                    | ۲٫۱۵  | ۲٫۱۳  | ۲٫۴۱  | ۲٫۹۶  | ۳٫۱۸  | ۳٫۰۳  |
| ارمنستان               |       | ۱٫۹۴  | ۱٫۸۲  | ۲٫۳   | ۲٫۴۶  | ۲٫۹۷  |
| اندونزی                | ۲٫۱   | ۲٫۴۳  | ۲٫۵۵  | ۲٫۶۹  | ۲٫۸۷  | ۲٫۹۵  |
| کاستاریکا              | ۲٫۶۸  | ۲٫۷۷  | ۲٫۵۲  | ۲٫۷۱  | ۲٫۸۳  | ۲٫۹۳  |
| مالدیو                 | ۰٫۸۴  | ۱٫۱۹  | ۱٫۸۳  | ۲٫۱   | ۲٫۶۹  | ۲٫۸۶  |
| آلبانی                 | ۳٫۵۶  | ۲٫۱۵  | ۲٫۳۶  | ۲٫۶۸  | ۲٫۸۳  | ۲٫۸۵  |
| موریتانی               | ۳٫۰۸  | ۲٫۸۱  | ۳٫۰۶  | ۲٫۹۴  | ۲٫۹   | ۲٫۸۴  |
| پرو                    | ۱٫۹۴  | ۲٫۰۷  | ۲٫۲۷  | ۲٫۳۴  | ۲٫۷۷  | ۲٫۸۲  |
| مولدووا                |       | ۴٫۱۲  | ۲٫۶   | ۲٫۹۱  | ۳٫۰۲  | ۲٫۸۲  |
| ویتنام                 | ۱٫۰۳  | ۱٫۲۵  | ۱٫۶۳  | ۲٫۱۶  | ۲٫۸   | ۲٫۸۱  |
| قرقیزستان              |       | ۲٫۰۶  | ۱٫۸۵  | ۱٫۹۷  | ۲٫۱۶  | ۲٫۷۳  |
| ساموآ                  | ۲٫۱۷  | ۲٫۱۳  | ۲٫۲۸  | ۲٫۳۹  | ۲٫۵۴  | ۲٫۶۷  |
| وانواتو                | ۳٫۰۴  | ۳٫۰۷  | ۲٫۸۵  | ۲٫۵   | ۲٫۷۹  | ۲٫۶۶  |
| کره شمالی              | ۷٫۶۸  | ۴٫۹۲  | ۴٫۱۲  | ۴٫۲۷  | ۳٫۸۳  | ۲٫۵۵  |
| سنت وینسنت و گرنادین‌ها | ۱٫۴۱  | ۱٫۹   | ۲٫۰۹  | ۲٫۶۴  | ۲٫۶۵  | ۲٫۵۳  |
| هندوراس                | ۲٫۱۲  | ۲٫۱۵  | ۲٫۱۳  | ۲٫۴۹  | ۲٫۳۶  | ۲٫۴۴  |
| نیکاراگوئه             | ۲٫۲۶  | ۱٫۹۴  | ۲٫۳۳  | ۲٫۴۳  | ۲٫۴۲  | ۲٫۳۷  |
| مراکش                  | ۱٫۵۳  | ۱٫۶۴  | ۱٫۷۶  | ۲٫۰۷  | ۲٫۲۳  | ۲٫۳۳  |
| هند                    | ۱٫۳۷  | ۱٫۴۸  | ۱٫۵۹  | ۱٫۷۲  | ۲٫۱۱  | ۲٫۲۸  |
| اسواتینی               | ۲٫۳۱  | ۲٫۰۷  | ۲٫۶۳  | ۲٫۳۹  | ۲٫۳   | ۲٫۲۵  |
| چاد                    | ۲٫۶   | ۲٫۳۷  | ۲٫۴۳  | ۲٫۸۷  | ۲٫۲۸  | ۲٫۱۷  |
| پاپوآ گینه نو          | ۲٫۰۹  | ۲٫۶۸  | ۲٫۳۱  | ۲٫۲۲  | ۲٫۰۸  | ۲٫۱۶  |
| لسوتو                  | ۱٫۱۸  | ۱٫۱۱  | ۱٫۱۶  | ۱٫۷۴  | ۲٫۰۴  | ۱٫۹۹  |
| میانمار                | ۱٫۳۷  | ۱٫۵۲  | ۱٫۶   | ۱٫۷۸  | ۱٫۸۴  | ۱٫۹۲  |
| بوتان (کشور)           | ۱٫۳۶  | ۱٫۶۸  | ۱٫۷۲  | ۱٫۵۵  | ۱٫۴۶  | ۱٫۹۱  |
| سری‌لانکا               | ۱٫۳   | ۱٫۳۸  | ۱٫۶۴  | ۱٫۸   | ۱٫۷۹  | ۱٫۸۷  |
| السالوادور             | ۱٫۲۸  | ۱٫۶۸  | ۱٫۷۶  | ۲٫۰۲  | ۱٫۹۶  | ۱٫۸۵  |
| زیمبابوه               | ۳٫۲۵  | ۲٫۶۲  | ۲٫۴۷  | ۱٫۹۳  | ۱٫۸۱  | ۱٫۸۲  |
| سنگال                  | ۱٫۷۵  | ۱٫۶۹  | ۱٫۸۴  | ۱٫۸۸  | ۱٫۸۹  | ۱٫۸   |
| کامبوج                 | ۱٫۷۴  | ۱٫۶۷  | ۱٫۴۹  | ۱٫۶۳  | ۱٫۸۳  | ۱٫۸   |
| پاکستان                | ۱٫۴۳  | ۱٫۵۴  | ۱٫۶   | ۱٫۷۲  | ۱٫۸   | ۱٫۸   |
| مالی                   | ۱٫۸۱  | ۱٫۶۷  | ۱٫۷۲  | ۱٫۷۹  | ۱٫۸۲  | ۱٫۷۷  |
| نیجریه                 | ۲٫۱۱  | ۲٫۰۴  | ۱٫۹۴  | ۲٫۰۵  | ۱٫۷۹  | ۱٫۷۷  |
| لائوس                  | ۱٫۴۴  | ۱٫۴۱  | ۱٫۴۴  | ۱٫۵۴  | ۱٫۶۶  | ۱٫۷۷  |
| فیلیپین                | ۱٫۴۵  | ۱٫۶۸  | ۱٫۷۳  | ۱٫۶۷  | ۱٫۶۵  | ۱٫۷۴  |
| گواتمالا               | ۱٫۲۳  | ۱٫۴۱  | ۱٫۶۳  | ۱٫۷۱  | ۱٫۶۴  | ۱٫۷۱  |
| جیبوتی                 | ۱٫۵۲  | ۱٫۵۲  | ۱٫۵۱  | ۱٫۴۹  | ۱٫۵۱  | ۱٫۵۵  |
| تانزانیا               | ۱٫۶۴  | ۱٫۵۶  | ۱٫۳۹  | ۱٫۵۵  | ۱٫۴۶  | ۱٫۵۴  |
| جمهوری کنگو            | ۱٫۰۷  | ۱٫۶۹  | ۱٫۴۱  | ۱٫۸۸  | ۱٫۶۷  | ۱٫۴۶  |
| ساحل عاج               | ۱٫۹۱  | ۱٫۸۴  | ۱٫۴۴  | ۱٫۴۴  | ۱٫۳۷  | ۱٫۴۶  |
| نیجر                   | ۱٫۳۵  | ۱٫۴   | ۱٫۴۳  | ۱٫۴۴  | ۱٫۴۹  | ۱٫۴۴  |
| اریتره                 |       | ۱٫۹۶  | ۱٫۹۵  | ۱٫۶۳  | ۱٫۴۴  | ۱٫۴۴  |
| گینه                   | ۱٫۲۵  | ۱٫۱۹  | ۱٫۲۱  | ۱٫۲۷  | ۱٫۴۱  | ۱٫۴۳  |
| افغانستان              | ۱٫۲۴  | ۰٫۸۴  | ۰٫۸۲  | ۰٫۷۶  | ۱٫۰۶  | ۱٫۴   |
| یمن                    | ۰٫۹۹  | ۱٫۰   | ۱٫۱۵  | ۱٫۳۳  | ۱٫۴۱  | ۱٫۳۹  |
| بورکینافاسو            | ۱٫۲۵  | ۱٫۲۹  | ۱٫۲۷  | ۱٫۴۲  | ۱٫۳۸  | ۱٫۳۸  |
| کنیا                   | ۱٫۵۴  | ۱٫۲۹  | ۱٫۱۴  | ۱٫۱۳  | ۱٫۴۱  | ۱٫۳۴  |
| اتیوپی                 |       | ۱٫۱۱  | ۱٫۰۹  | ۱٫۱۶  | ۱٫۳۱  | ۱٫۳   |
| نپال                   | ۱٫۰۷  | ۱٫۱۱  | ۱٫۱۶  | ۱٫۱۲  | ۱٫۲۲  | ۱٫۲۹  |
| تاجیکستان              |       | ۱٫۲۸  | ۰٫۹۸  | ۱٫۰۴  | ۱٫۱   | ۱٫۲۵  |
| بنین                   | ۱٫۰۱  | ۰٫۸۸  | ۱٫۰۱  | ۱٫۱۶  | ۱٫۲۱  | ۱٫۲۲  |
| گینه بیسائو            | ۱٫۲۲  | ۱٫۱۸  | ۱٫۱۳  | ۱٫۰۴  | ۱٫۱۸  | ۱٫۱۷  |
| غنا                    | ۰٫۸۵  | ۰٫۸۵  | ۰٫۹۶  | ۱٫۰۳  | ۱٫۰۴  | ۱٫۱۷  |
| کیپ ورد                | ۰٫۶۳  | ۰٫۷۳  | ۰٫۷۹  | ۱٫۱   | ۱٫۴۳  | ۱٫۱۵  |
| ماداگاسکار             | ۱٫۹۹  | ۱٫۷۷  | ۱٫۵۳  | ۱٫۳۶  | ۱٫۲۴  | ۱٫۱۵  |
| موزامبیک               | ۱٫۳۸  | ۱٫۲۳  | ۱٫۰۳  | ۱٫۰۹  | ۱٫۰۹  | ۱٫۰۴  |
| بنگلادش                | ۰٫۸   | ۰٫۸۱  | ۰٫۸۱  | ۰٫۸۵  | ۱٫۰   | ۱٫۰۴  |
| سائوتومه و پرنسیپ      | ۰٫۸۳  | ۰٫۸۵  | ۰٫۷۷  | ۰٫۹   | ۰٫۹۶  | ۱٫۰۱  |
| جزایر سلیمان           | ۱٫۱۱  | ۱٫۰۳  | ۰٫۹۹  | ۰٫۹۸  | ۱٫۰۱  | ۰٫۹۹  |
| سیرالئون               | ۰٫۸۹  | ۰٫۸۷  | ۰٫۷۳  | ۰٫۸   | ۰٫۸۳  | ۰٫۹۷  |
| توگو                   | ۰٫۹۳  | ۰٫۷۵  | ۰٫۹۴  | ۰٫۹۷  | ۱٫۰۱  | ۰٫۹۳  |
| اوگاندا                | ۰٫۸۲  | ۰٫۷۸  | ۰٫۷۳  | ۰٫۸   | ۰٫۹۲  | ۰٫۸۹  |
| کیریباتی               | ۰٫۴۹  | ۰٫۴۷  | ۰٫۵۹  | ۰٫۸۸  | ۰٫۸۱  | ۰٫۷۷  |
| هائیتی                 | ۰٫۶۶  | ۰٫۶۵  | ۰٫۷۶  | ۰٫۸۱  | ۰٫۷۸  | ۰٫۷۷  |
| مالاوی                 | ۰٫۹۵  | ۰٫۶۴  | ۰٫۵۸  | ۰٫۵۳  | ۰٫۵۹  | ۰٫۶۱  |
| رواندا                 | ۰٫۵۲  | ۰٫۶۳  | ۰٫۵۴  | ۰٫۵۶  | ۰٫۶۱  | ۰٫۶   |
| جمهوری دموکراتیک کنگو  | ۰٫۹۸  | ۰٫۷۸  | ۰٫۶۵  | ۰٫۶۵  | ۰٫۵۹  | ۰٫۵۵  |
| کومور                  | ۰٫۵۶  | ۰٫۵۳  | ۰٫۵۲  | ۰٫۴۷  | ۰٫۵   | ۰٫۵۴  |
| لیبریا                 | ۰٫۵۷  | ۰٫۴۵  | ۰٫۴۱  | ۰٫۴۸  | ۰٫۴۸  | ۰٫۵   |
| بوروندی                | ۰٫۴۲  | ۰٫۴۲  | ۰٫۳۵  | ۰٫۲۶  | ۰٫۲۹  | ۰٫۳۲  |